# Ієн Фергюсон
Ієн Фергюсон (англ. Ian Ferguson; нар. 20 липня 1952) — видатний новозеландський веслувальник на байдарках, чотириразовий олімпійський чемпіон (тричі 1984 рік, 1988 рік), срібний (1988 рік) призер Олімпійських ігор, дворазовий чемпіон світу.

## Кар'єра
Ієн Фергюсон народився 20 липня 1952 року в місті Таумаруні. У школі займався бігом, регбі, а також ставав чемпіоном школи з плавання. Згодом зупинив свій вибір на веслуванні. Закінчив Університет королеви Вікторії у Веллінгтоні.
На своїх перших Олімпійських іграх у 1976 році, що проходили у Монреалі, представляв Нову Зеландію на дистанції 500 метрів в одиночних змаганнях, де вибув після двох заїздів. На Олімпійських іграх 1980 року, незважаючи на бойкот змагань Новою Зеландією, виступив у статусі нейтрального атлета. У фіналі на дистанції 500 метрів він став сьомим, а на дистанції 1000 метрів - восьмим.
У 1983 році виграв срібну нагороду чемпіонату світу на дистанції 500 метрів. До Олімпійських ігор 1984 року Ієн підходив у статусі одного із лідерів команди. Ці ігри принесли спортсмену статус триразового олімпійського чемпіона. Фергюсон спершу виграв одиночні змагання на дистанції 500 метрів, потім з Полом Макдональдом заїзд байдарок-двійок на 500 метрів, а в кінці заїзд байдарок-четвірок на дистанції 1000 метрів (окрім Фергюсона в складі екіпажу були: Макдональд, Бремвелл та Томпсон). За це досягнення був названий найкращим спортсменом року, а згодом нагороджений Орденом Британської імперії.
У 1985 році вперше в кар'єрі став чемпіоном світу, вигравши разом з Макдональдом дистанцію 500 метрів. Через два роки також став чемпіоном світу в складі байдарки-двійки, але на дистанції 1000 метрів, тоді як на дистанції 500 метрів виграв срібну медаль. На Олімпійських іграх 1988 року Ієн був удостоєний нести прапор Нової-Зеландії на церемонії-відкриття. На цих змаганнях спортсмену вдалося захистити титул олімпійського чемпіона у байдарках-двійках на дистанції 500 метрів. Окрім цього Фергюсон став срібним призером у байдарках-двійках на дистанції 1000 метрів. 
Спортсмен вирішив продовжити свою кар'єру на ще один олімпійський цикл. Останнім вагомим досягненням спортсмена стала срібна медаль чемпіонату світу 1990 року в байдарках-двійках на 10000 метрів. Олімпійські ігри 1992 року, що проходили у Барселоні стали для спортсмена останніми у кар'єрі. На них він знову виступав разом з Полом Макдональдом у байдарках-двійках, однак показати вагомий результат вони не зуміли ні на дистанції 500 метрів (вибули у півфіналі), ні на дистанції 1000 метрів (8 місце у фіналі). Ієн Фергюсон після цього турніру став першим новозеландським спортсменом, який виступав на п'яти Олімпійських іграх, окрім цього він залишається найбільш титулованим новозеландським олімпійцем всіх часів.
Після завершення кар'єри заснував компанію Ferg's Kayaks, яка спеціалізується на продажу спортивного інвентарю для веслування на греблі та каное. Син спортсмена також став спортсменом. Він взяв участь у чотирьох Олімпійських іграх (2000-2012 роки), спершу як плавець, а потім як веслувальник.

## Виступи на Олімпійських іграх
| Олімпіада         | Дисципліна                     | Місце     |
| ----------------- | ------------------------------ | --------- |
| Монреаль 1976     | байдарки-одиночки, 500 метрів  | 4 h2 r2/4 |
| Москва 1980       | байдарки-одиночки, 500 метрів  | 7         |
| Москва 1980       | байдарки-одиночки, 1000 метрів | 8         |
| Лос-Анджелес 1984 | байдарки-одиночки, 500 метрів  | 1         |
| Лос-Анджелес 1984 | байдарки-двійки, 500 метрів    | 1         |
| Лос-Анджелес 1984 | байдарки-четвірки, 1000 метрів | 1         |
| Сеул 1988         | байдарки-двійки, 500 метрів    | 1         |
| Сеул 1988         | байдарки-двійки, 1000 метрів   | 2         |
| Барселона 1992    | байдарки-двійки, 500 метрів    | 6 h2 r3/4 |
| Барселона 1992    | байдарки-двійки, 1000 метрів   | 8         |